# Deutschland 83
Szpieg D'83 – ośmioodcinkowy niemiecki serial, w którym w rolę głównego bohatera wciela się Jonas Nay - 24 letni żołnierz wschodnioniemieckich Oddziałów Granicznych zostaje wysłany do Niemiec Zachodnich w 1983 r. w celu prowadzenia działalności szpiegowskiej na rzecz Stasi, w związku z ćwiczeniami wojsk NATO o kryptonimie Able Archer.
Serial powstał jako wynik współpracy producenckiej pomiędzy AMC Networks' SundanceTV oraz RTL Television pod szyldem UFA Fiction, dystrybuowany na świecie przez Grupę RTL FremantleMedia International, a na terenie Ameryki Północnej przez Kino Lorber. Premiera serialu odbyła się 17 czerwca 2015 roku w Stanach Zjednoczonych w SundanceTV w wersji z angielskimi napisami, stanowiąc pierwszą niemieckojęzyczną produkcję stacji przygotowaną na rynek amerykański.
Drugi sezon, zatytułowany Deutschland 86, został ogłoszony w listopadzie 2015 roku i zostanie wyemitowany w 2018 roku. 
Premiera w Polsce odbyła się 19 kwietnia 2018 w TVP2.